# 金城街道 (杞县)
金城街道，是中华人民共和国河南省開封市杞县下辖的一个乡镇级行政单位。原为城关镇，2015年，撤镇设立街道，2019年9月17日挂牌成立。

## 行政区划
金城街道下辖以下地区：
西街社区、东街社区、金城区社区、南城区社区、西城区社区、工业路社区、南街社区、兴隆社区、徐楼村、腊梅庄村、北关村、西关村、南关村、东关村、西南村、汪童庄村、王堂村、边庄村和彭庄村。